# Nick Verwerft
Nick Verwerft is een Belgisch voormalig korfballer.

## Levensloop
Verwerft was actief bij Kwik, aldaar werd hij onder meer veldkampioen in 2017 en 2018 en zaalkampioen in 2019. Ook behaalde Verwerft er zilver op de Europacup 2020 te Boedapest. Tevens maakte hij deel uit van het Belgisch nationaal team, waarmee hij onder meer zilver won op het wereldkampioenschap van 2019.
Sinds de COVID-19-pandemie is hij niet meer actief in het korfbal.